# Kathleen Antonelli
Kathleen McNulty Mauchly Antonelli, detta Kay (Creeslough, 12 febbraio 1921 – Wyndmoor, 20 aprile 2006), è stata una programmatrice irlandese naturalizzata statunitense.
Fu una delle programmatrici di ENIAC, il primo computer digitale generalista.

## Biografia

### Primi anni e istruzione

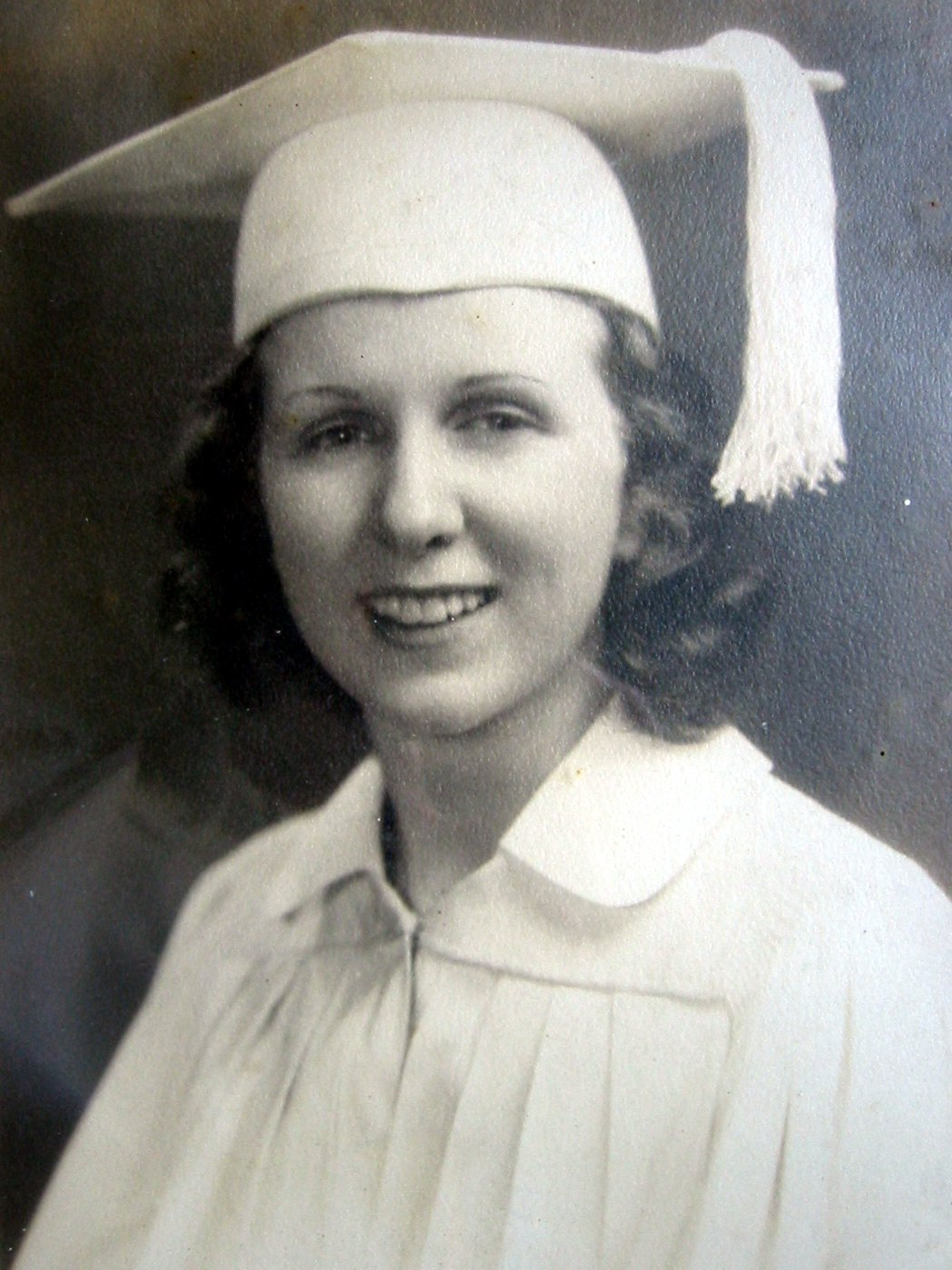
Kay McNulty il giorno della consegna del diploma di maturità nel 1938

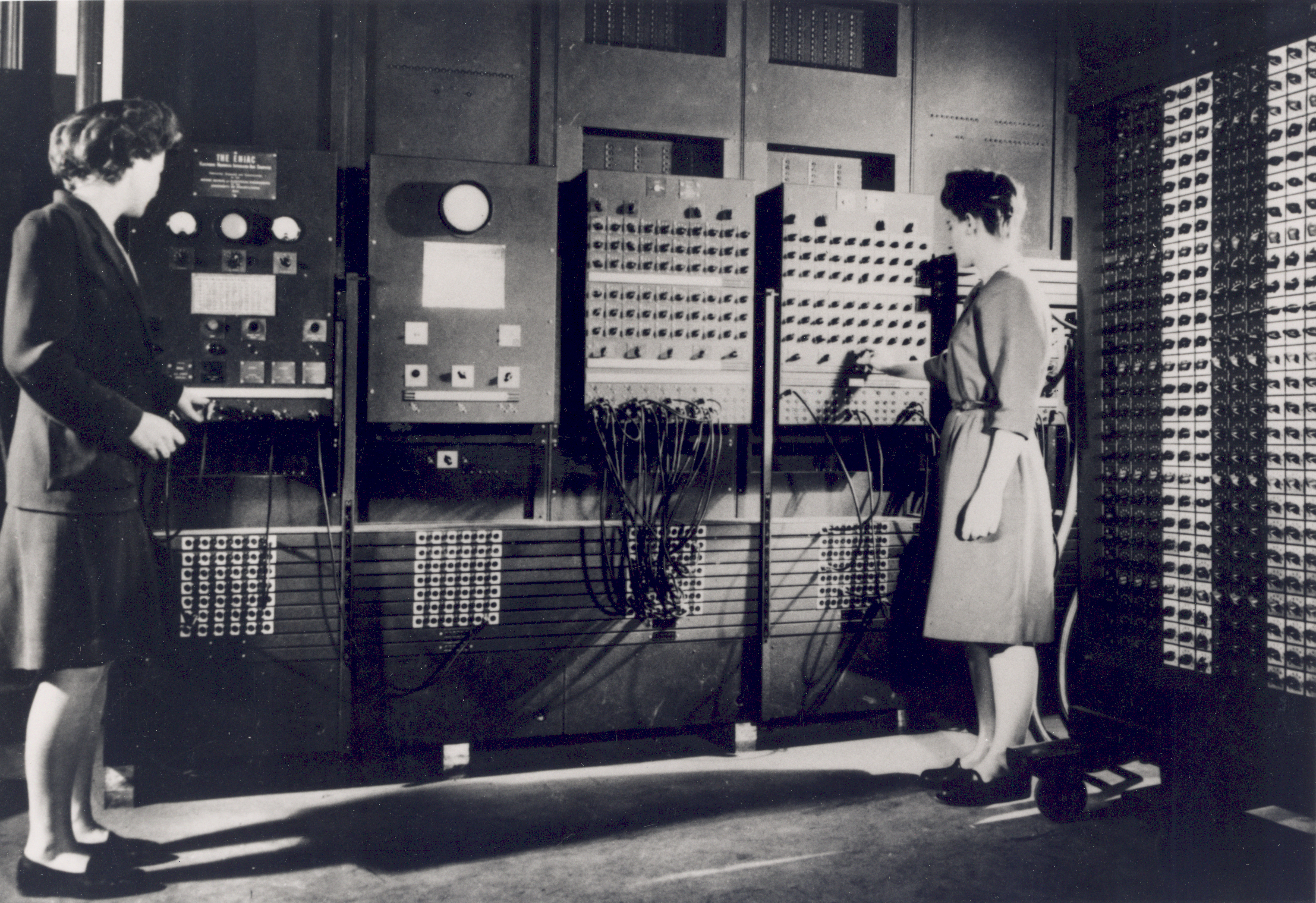
Le programmatrici Betty Jean Jennings (sinistra) e Fran Bilas (destra) operano sul pannello di controllo principale di ENIAC.

Kathleen Rita McNulty nata a Feymore, un quartiere del piccolo villaggio di Creeslough nell'area Gaeltacht (dove è parlata la lingua irlandese) della Contea di Donegal, Irlanda, il 12 febbraio 1921, durante la guerra d'indipendenza irlandese. Nella notte della sua nascita suo padre, James McNulty, un ufficiale istruttore dell'Irish Republican Army, fu arrestato e imprigionato nella prigione Derry Gaol per due anni. Al suo rilascio, la famiglia emigrò negli Stati Uniti nell'ottobre 1924 e si sistemò nel sobborgo di Chestnut Hill di Filadelfia, dove James McNulty trovò lavoro come scalpellino. A quel tempo, Kathleen non parlava inglese, ma solamente irlandese; ricorderà preghiere in irlandese per il resto della sua vita.
Frequentò la scuola parrocchiale di Chestnut Hill e la scuola superiore cattolica per ragazze Hallahan a Filadelfia. Durante la high school, studiò per un anno algebra, un anno geometria piana, un secondo anno algebra e un anno trigonometria e geometria solida. Dopo il diploma si iscrisse al College femminile di Chestnut Hill. Durante i suoi studi, frequentò qualsiasi corso di matematica venisse offerto, inclusi trigonometria sferica, calcolo differenziale, geometria proiettiva, equazioni differenziali alle derivate parziali e statistica. Si laureò in matematica nel giugno 1942, una delle poche matematiche della sua classe di 92 donne.
Durante il suo terzo anno di college, Kathleen cercò lavori pertinenti, sapendo che voleva lavorare nel campo matematico ma non voleva fare l'insegnante. Imparò che nelle compagnie assicurative le posizioni di attuario richiedevano un master's degree; perciò, essendo conscia che quella formazione professionale l'avrebbe resa più idonea, frequentò il maggior numero di corsi di economia che il suo piano di studi al college le permettesse: amministrazione, rendiconto bancario, diritto societario, economia e statistica.

### Carriera come programmatrice

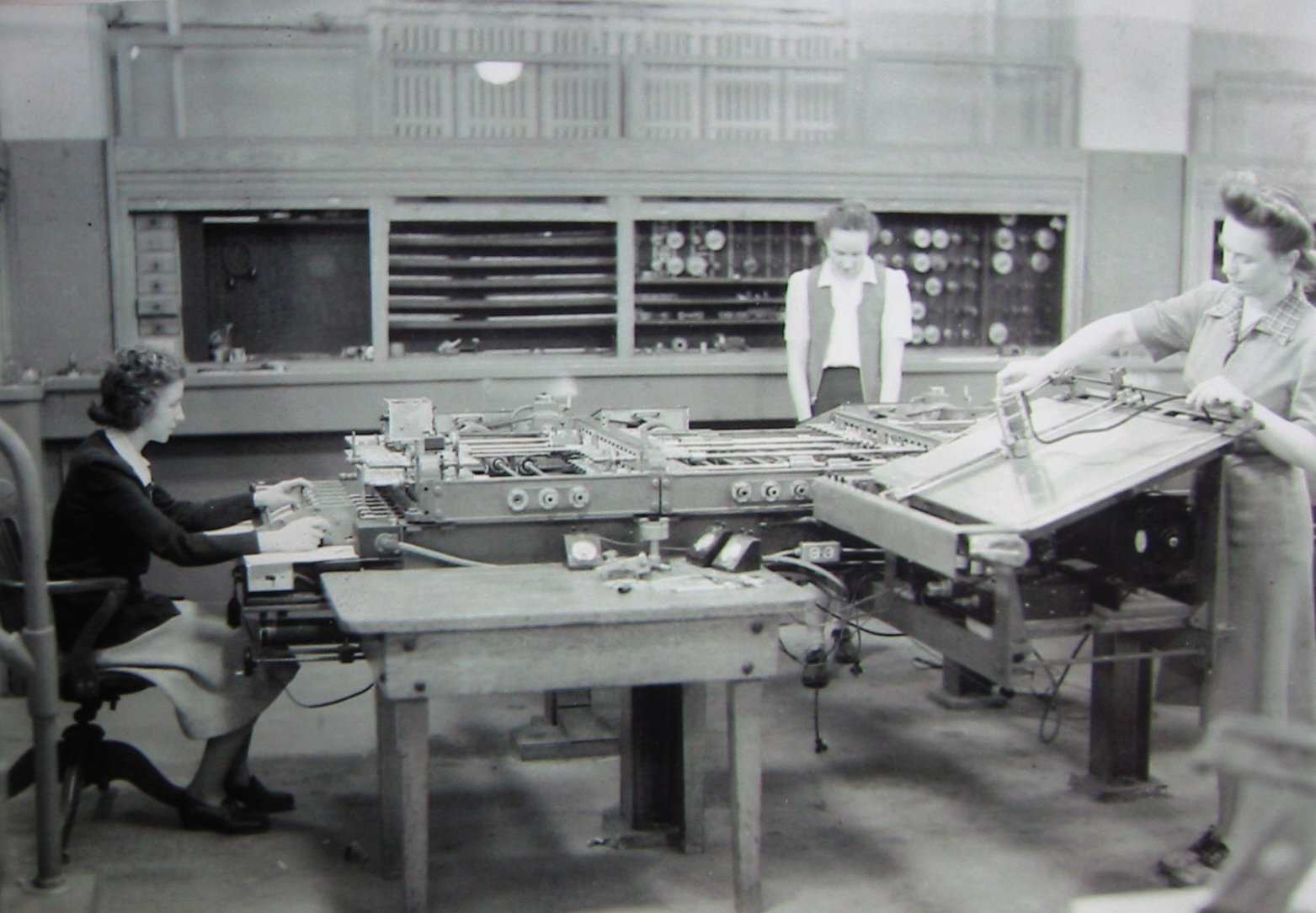
Kay McNulty, Alyse Snyder e Sis Stump operano sul differential analyser nel piano interrato del Moore School of Electrical Engineering, University of Pennsylvania, Philadelphia, Pennsylvania, circa 1942–1945.

Una o due settimane dopo la laurea, le capitò di vedere una inserzione pubblicitaria dell'US Civil Service sul The Philadelphia Inquirer alla ricerca di donne con una laurea matematica. Durante la Seconda guerra mondiale, la US Army stava assumendo donne per calcolare le traiettorie dei proiettili e dei missili al Ballistic Research Laboratory, era stato fondato al Aberdeen Proving Ground in Aberdeen, Maryland, con membri sia dal Aberdeen Proving Ground che dal Moore School of Engineering all'University of Pennsylvania . Chiamò immediatamente le due sue colleghe math majors, Frances Bilas e Josephine Benson per l'inserzione pubblicitaria. Benson non poté incontrarsi con loro, così Kathleen e Fran si incontrarono a Philadelphia una mattina del giugno 1942 per un colloquio in un edificio presso South Broad Street (probabilmente l'Union League of Philadelphia Building). Una settimana dopo, furono entrambe assunte come calcolatori umani (human "computers") al livello contrattuale SP-4, un civil service grade paraprofessionale. La paga iniziale annuale era di 1620 $. Kathleen dichiarò che la paga era "molto buona al tempo". Vennero notificate di presentarsi al lavoro alla Moore School of Engineering. Il loro lavoro fu quello di calcolare le traiettorie balistiche usate per tavole balistiche d'artiglieria, usando per lo più calcolatrici meccaniche e soprattutto grandi fogli di carta a colonne. La paga era bassa, ma sia Kathleen che Fran furono soddisfatte di aver avuto un impiego attinente ai loro studi (non avendo avuto un'esperienza lavorativa precedente) e che servì lo sforzo bellico.
Il suo titolo ufficiale di servizio civile, come stampato nella sua documentazione di impiego, era "computer". Lei e Fran iniziarono a lavorare con circa 10 altre "girls" (come le computers umane furono chiamate) e 4 uomini —un gruppo negli ultimi tempi spostato dalla Moore School al Aberdeen Proving Grounds. Kay e Fran condussero il loro lavoro una grande, precedente classe della Moore School; la stessa stanza diventerà poi l'unica dove ENIAC sarà costruito e operante fino al dicembre 1946.
Malgrado tutto il loro piano di studi, i loro studi matematici non avevano preparato Kay (come era stata precedentemente chiamata alla Moore School) e Fran per il loro lavoro di calcolo delle traiettorie per le tavole balistiche: erano entrambe non pratiche con i metodi di integrazione numerica usati per calcolare le traiettorie ed il libro di testo prestato a loro da cui studiare (Numerical Mathematical Analysis, 1st Edition by James B. Scarborough, Oxford University Press, 1930) fornì un piccolo chiarimento. Le due nuove arrivate alla fine impararono come portare a termini i passi dei loro calcoli, accurato alla decima posizione decimale, attraverso la pratica e i consigli di un supervisore benvoluto, Lila Todd. Un totale di circa 75 giovani donne computers furono impiegate alla Moore School in quel periodo, molte di loro frequentarono i corsi di Adele Goldstine, Mary Mauchly, and Mildred Kramer. Ciascun pezzo d'artiglieria richiedeva la propria tabella balistica, la quale aveva circa 1800 traiettorie. Elaborare solo una traiettoria richiedeva approssimativamente 30–40 ore di lavoro manuale con un calcolatore.
Dopo 2 o 3 mesi, Kay e Fran furono spostate a lavorare sull'analizzatore differenziale nel piano interrato della Moore School, il più grande e sofisticato calcolatore analogico meccanico di quel tempo, di cui esistevano solo 3 esemplari negli Stati Uniti e 5 o 6 al mondo (tutti gli altri erano in Gran Bretagna). L'analizzatore era stato prestato alla Università della Pennsylvania per la durata della guerra. Usando l'analizzatore (inventato da Vannevar Bush del MIT una decina d'anni prima e reso più preciso con miglioramenti dallo staff della Moore School), il calcolo di una singola traiettoria - circa 40 ore di lavoro con un calcolatore meccanico da tavolo - poteva essere svolto in circa 50 minuti. Kay fu successivamente promossa a supervisionare i calcoli sull'analizzatore. Lo staff della stanza dell'analizzatore lavorava sei giorni la settimana, con le loro uniche vacanze a Natale e il quattro luglio.

#### Programmatrice di ENIAC
L'Electronic Numerical Integrator And Computer fu sviluppato con lo scopo di svolgere questi stessi calcoli balistici tra il 1943 ed il 1946. Nel giugno 1945 Kay fu selezionata per essere una delle sue prime programmatrici, insieme con altre donne dello stesso gruppo: Betty Snyder, Marlyn Wescoff, Ruth Lichterman, ed una quinta chiamata Helen Greenman (soprannominata "Greenie"). Quando Greenie rifiutò la proposta di recarsi ad Aberdeen per l'addestramento poiché aveva un bell'appartamento a West Philadelphia e una prima sostituta rifiutò di accorciare una vacanza nel Missouri, Betty Jean Jennings, la seconda sostituta, ebbe l'impiego e tra giugno e agosto 1945; ricevettero l'addestramento al Aberdeen Proving Grounds sulla scheda perforata dell'IBM che doveva essere usato come I/O per l'ENIAC (in seguito, la compagna di college di Kay e collega computer Fran Bilas si unì al gruppo di programmatrici ENIAC alla Moore School, anche se non aveva partecipato all'iniziale addestramento ad Aberdeen.) Il computer poteva completare gli stessi calcoli balistici descritti sopra in circa 10 secondi, ma erano spesso richiesti uno o due giorni per configurare il computer per una nuova serie di problemi, attraverso spine ed interruttori. Era responsabilità delle donne determinare la sequenza dei passi richiesti per completare i calcoli per ogni problema e configurare conseguentemente ENIAC; nei primi tempi si consultarono con gli ingegneri ENIAC come Arthur Burks per determinare come ENIAC potesse essere programmato.
ENIAC era programmato usando subroutines, cicli annidati e indirizzamenti indiretti sia per la posizione dei dati che le destinazioni di salto.  Durante il suo lavoro di programmazione di ENIAC, Kay McNulty fu accreditata dell'invenzione della subroutine.  La sua collega, Jean Jennings, fu richiamata quando McNulty propose l'idea di risolvere il problema dove i circuiti logici non avevano abbastanza capacità di calcolare alcune traiettorie.  Il team collaborò all'implementazione.
Poiché ENIAC fu un progetto segreto, le programmatrici non furono all'inizio autorizzate ad entrare all'interno della stanza per vedere la macchina, ma fu dato loro accesso ai progetti da cui elaborare i programmi nella stanza adiacente. Programmare ENIAC implicò di discretizzare le equazioni differenziali coinvolte in un problema di traiettorie alla precisione permessa da ENIAC e di calcolare il percorso all'appropriato banco di componenti elettronici in progressione parallela, in cui ogni istruzione doveva raggiungere la corretta posizione in un 1/5.000 di secondo. Avendo ideato un programma su carta, le donne furono autorizzate ad entrare nella stanza di ENIAC per programmare fisicamente la macchina.
Molto del tempo di programmazione di ENIAC consisteva nella configurazione e di eseguire programmi di test che garantivano alle programmatrici l'integrità dell'intero sistema: ogni tubo a vuoto, ogni connessione elettrica necessitava di essere verificata prima di eseguire un problema.
Kay McNulty fu trasferita all'Aberdeen Proving Ground's Ballistics Research Laboratory insieme ad ENIAC quando fu spostato là a metà 1947. Fu raggiunta da Ruth Lichterman e Fran Bilas, ma le altre tre donne si sposarono o iniziarono altri lavori, preferendo rimanere a Philadelphia piuttosto che trasferirsi nella remota Aberdeen e vivere nella base militare.

### Vita familiare
Il coinventore ENIAC John Mauchly, che dopo aver lasciato il suo incarico di professore alla Moore School aveva fondato la propria azienda di computer insieme a J. Presper Eckert, fece frequenti viaggi a Washington, D.C. durante quel periodo e si fermò a controllare ENIAC ad Aberdeen.  Mauchly aveva già assunto Betty Jean Jennings (che si era sposata ed era conosciuta con il nome Jean Bartik) e Betty Snyder (allora chiamata Betty Holberton) e aveva sperato di attirare anche Kay verso la sua nuova azienda. La moglie di Mauchly era morta annegata nel settembre 1946 e in quanto vedovo recente con due figli, Mauchly invece si propose a Kay, che era almeno 14 anni più giovane.
Dopo essersi dimessa dall'impiego ad Aberdeen e senza la benedizione dei suoi genitori cattolici irlandes, lo sposò nel 1948. Inizialmente vissero nella sua casa a schiera in St. Mark's Street vicino all'Università della Pennsylvania e in seguito in una grande fattoria chiamata Little Linden ad Ambler, Pennsylvania. Con Mauchly, Kay ebbe cinque figli.
In seguito lavorò alla progettazione di software per computer successivi compresi BINAC e UNIVAC I, i cui hardware furono progettati da suo marito.

### Ultimi anni
John Mauchly morì nel 1980 a seguito di diverse malattie e ricoveri in ospefale e lei sposò il fotografo Severo Antonelli nel 1985. Dopo una lunga lotta contro la malattia di Parkinson, il suo secondo marito morì nel 1996; Kay soffrì di un attacco di cuore mentre si prendeva cura di lui, ma ebbe un pieno recupero.
A seguito della morte di Mauchly, Kay continuò l'eredità dei pionieri di ENIAC scrivendo articoli, effettuando presentazioni (di frequente insieme a Jean Bartik, con cui rimase amica per tutta la vita) e rendendosi disponibile per interviste con reporters e ricercatori. Fu inserita nella Women in Technology International Hall of Fame nel 1997 insieme alle altre programmatrici ENIAC originali e accettò l'inserimento di John Mauchly nella National Inventors Hall of Fame ad Akron, Ohio nel 2002.
Kay morì di cancro a Wyndmoor, Pennsylvania il 20 aprile 2006, all'età di 85 anni.

## Eredità
Durante l'apice di successo di ENIAC, la giusta notorietà sfuggì a Kay e alle sue colleghe computers. L'invisibilità de "The Refrigerator Ladies" (termine derivante dall'essere donne e dalla segretezza del loro lavoro, specialmente durante la guerra) le tenne distanti dall'opinione pubblica. Adesso, molti anni dopo, i loro contributi hanno cominciato ad essere giustamente riconosciuti. Nel 2010, un documentario dal titolo "Top Secret Rosies: The Female "Computers" of WWII" è stato pubblicato. Il film si incentra su interviste approfondite di tre delle sei donne programmatrici, ponendo l'attenzione sugli encomiabili e patriottici contributi dati durante la Seconda guerra mondiale.
Nel luglio 2017, la Dublin City University la onorò chiamando il loro edificio computazionale Kathleen (Kay) McNulty.